# دیدیه تالا
دیدیه تالا (انگلیسی: Didier Talla؛ زادهٔ ۸ مارس ۱۹۸۹) بازیکن فوتبال اهل کامرون است.
از باشگاه‌هایی که در آن بازی کرده است می‌توان به باشگاه فوتبال بالمرسی اشاره کرد.
وی همچنین در تیم ملی فوتبال کامرون بازی کرده است.